# Dani Bautista
Daniel Bautista Pina (Sevilla, 25 de febrero de 1981) es un exfutbolista español conocido como Dani Bautista. Jugaba de defensa lateral izquierdo. Actualmente ejerce como delegado en el Real Oviedo.

## Trayectoria
Debutó en las categorías inferiores del Sevilla FC, consiguiendo un ascenso a Segunda División, y tras unas cuantas cesiones a la SD Eibar, Celta de Vigo, Ciudad de Murcia y Recreativo de Huelva, consiguió el ascenso a Primera con este último, lo que le hizo firmar un contrato por 4 temporadas. Tras 2 años en Primera con el Recre, rescindió contrato al terminar la campaña 2007-2008 y fichó por 3 temporadas por el Hércules CF de Alicante. Tras conseguir su segundo ascenso a Primera, esta vez con el equipo alicantino, el Hércules prescindió de él.
El 25 de agosto de 2010, el Girona FC, hacía oficial su fichaje.
El 9 de julio de 2011 se hace oficial que Dani Bautista firma por 1 temporada con la UD Almería.
El 30 de junio de 2012, termina contrato con el UD Almería que no decide renovarle.
El 21 de julio de 2012, se hace oficial su fichaje por el Racing de Santander. En enero queda libre tras rescindir su contrato con el club cántabro. 
El 13 de agosto de 2013 hace oficial que jugará en el Real Murcia durante una temporada.
El 16 de junio de 2014 el Real Oviedo llega a un acuerdo para hacerse con sus servicios hasta junio de 2015. Con el ascenso a 2ª División, renueva un año más con los asturianos, aunque al final de la temporada 2015-16 decide colgar las botas y desde el 18 de agosto de 2016 ejerce como delegado del Real Oviedo.

## Clubes
| Club                 | País   | Temporada | Categoría          | Partidos | Goles |
| -------------------- | ------ | --------- | ------------------ | -------- | ----- |
| Sevilla Atlético     | España | 2001-2002 | Segunda división B | 22       | 1     |
| Sevilla Atlético     | España | 2002-2003 | Segunda división B | 34       | 1     |
| SD Eibar             | España | 2003-2004 | Segunda división   | 29       | 1     |
| Celta                | España | 2004-2005 | Segunda división   | 0        | 0     |
| Ciudad de Murcia     | España | 2004-2005 | Segunda división   | 16       | 0     |
| Recreativo de Huelva | España | 2005-2006 | Segunda división   | 33       | 0     |
| Recreativo de Huelva | España | 2006-2007 | Primera división   | 23       | 0     |
| Recreativo de Huelva | España | 2007-2008 | Primera división   | 16       | 0     |
| Hércules CF          | España | 2008-2009 | Segunda división   | 32       | 0     |
| Hércules CF          | España | 2009-2010 | Segunda división   | 14       | 0     |
| Girona FC            | España | 2010-2011 | Segunda división   | 30       | 0     |
| UD Almería           | España | 2011-2012 | Segunda división   | 23       | 1     |
| Racing de Santander  | España | 2012-2013 | Segunda división   | 9        | 0     |
| Real Murcia          | España | 2013-2014 | Segunda división   | 16       | 0     |
| Real Oviedo          | España | 2014-2015 | Segunda división B | 34       | 0     |
| Real Oviedo          | España | 2015-2016 | Segunda división   | 13       | 0     |